# Dornholzhausen (Bad Homburg)

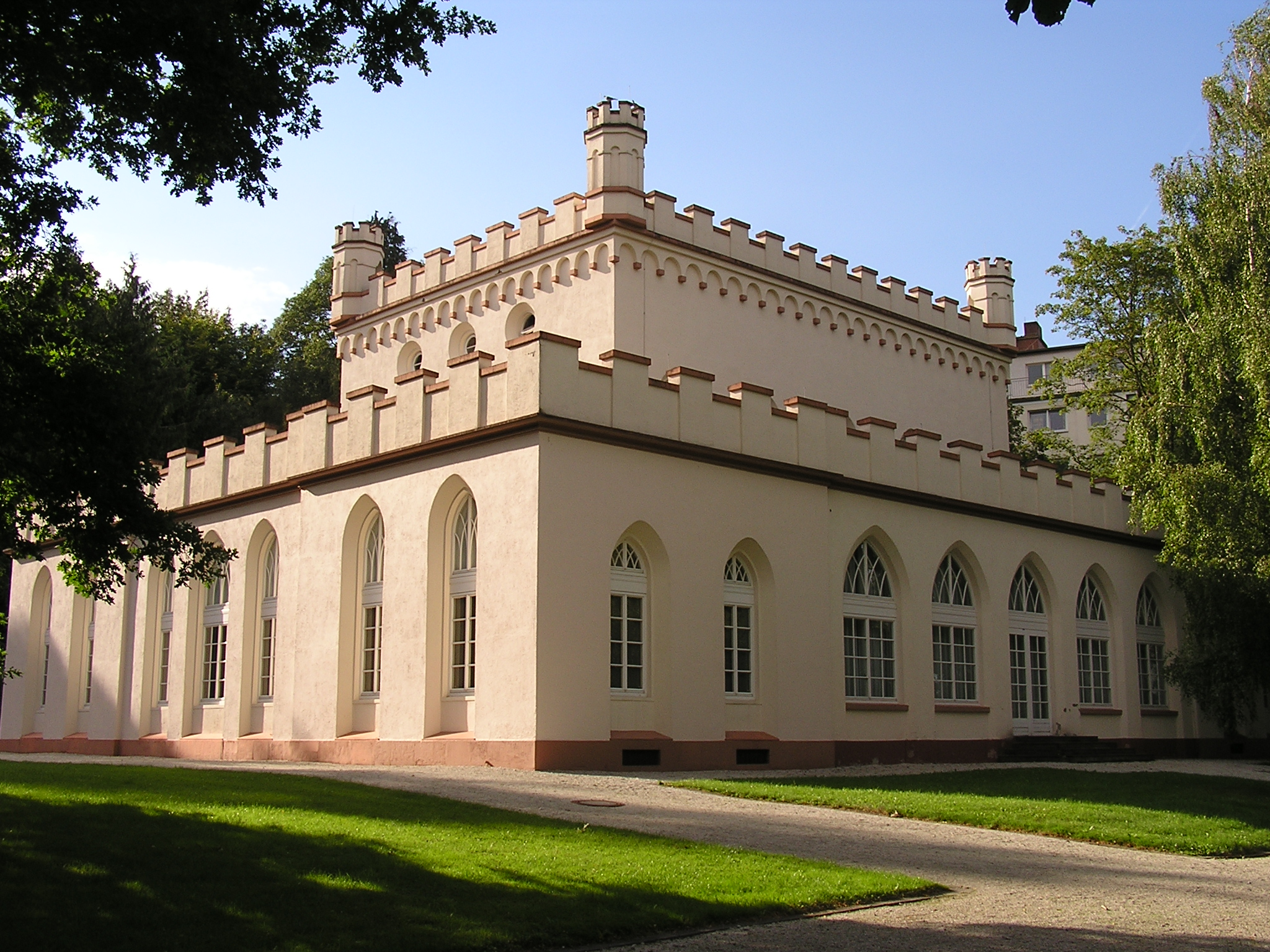
Gotisches Haus

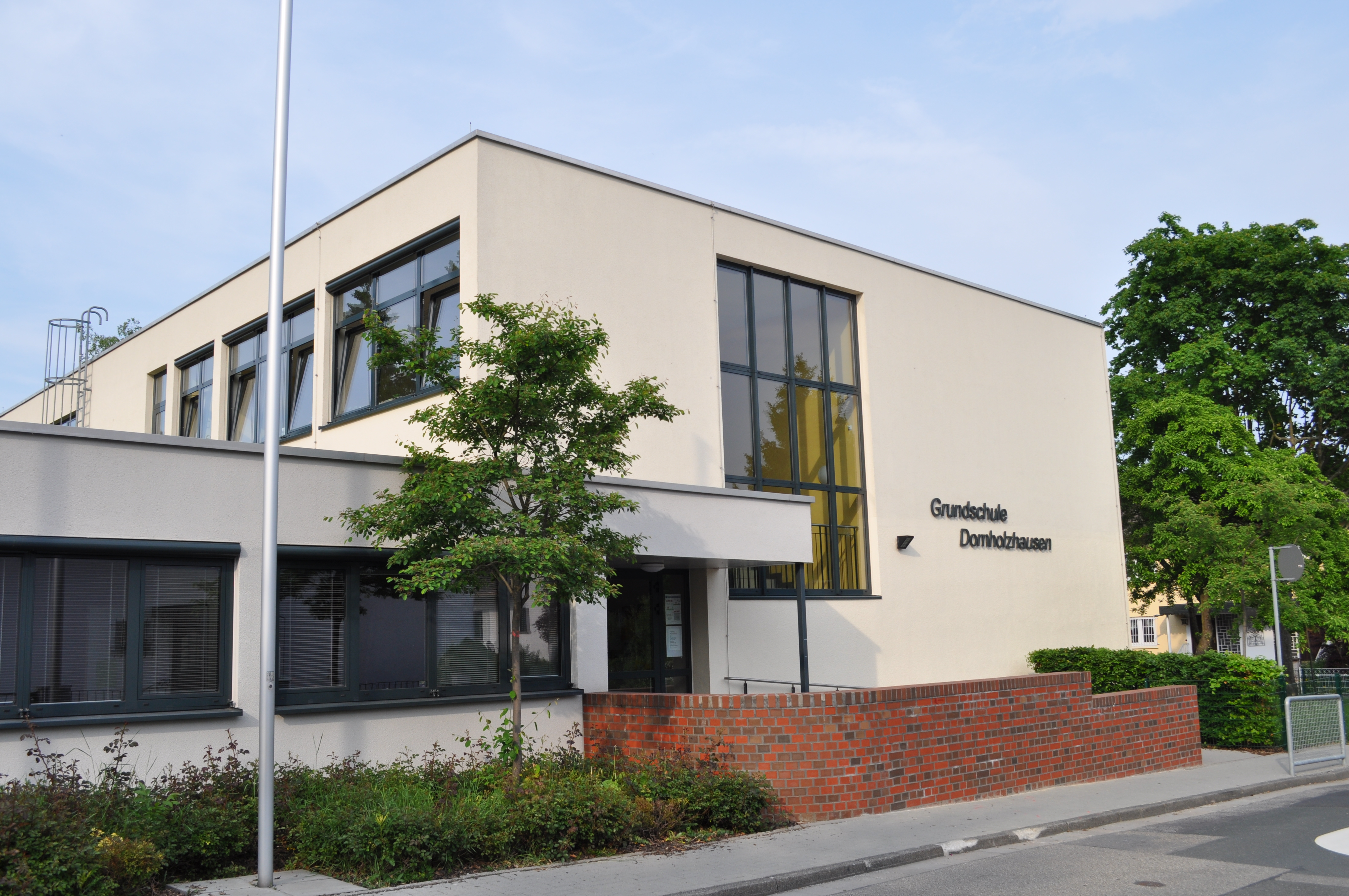
Grundschule Dornholzhausen

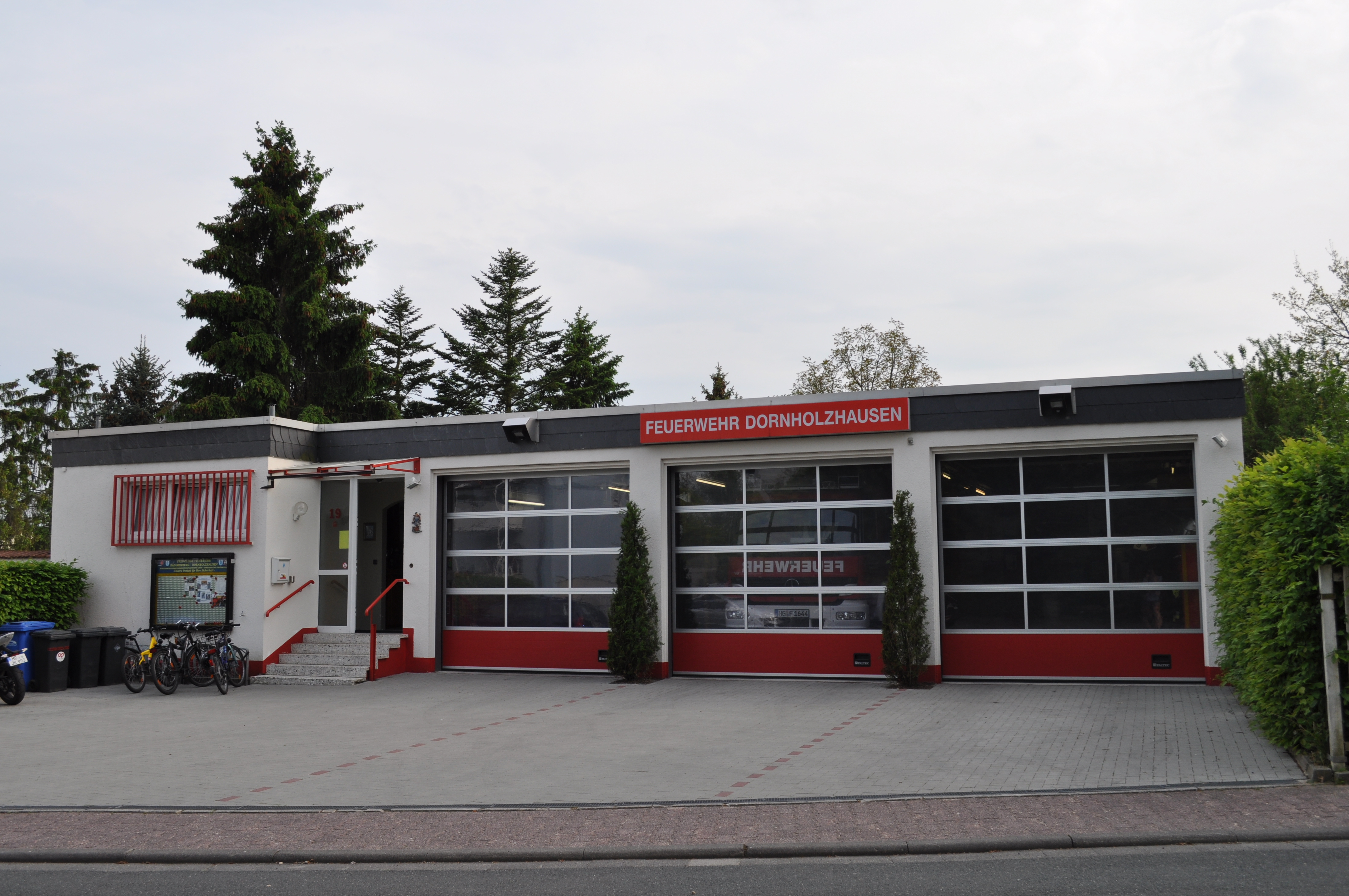
Ehemaliges Feuerwehrhaus

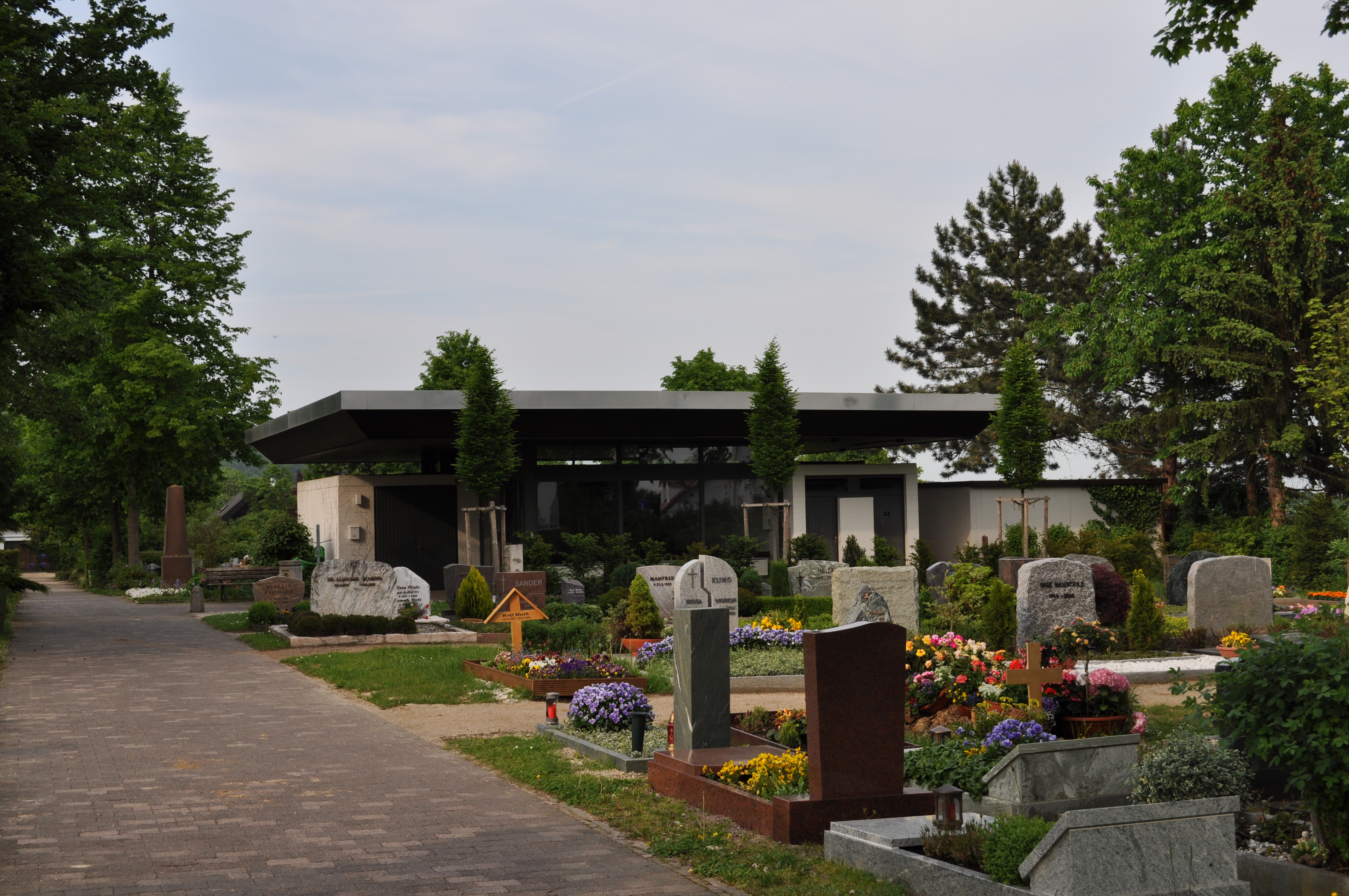
Friedhof

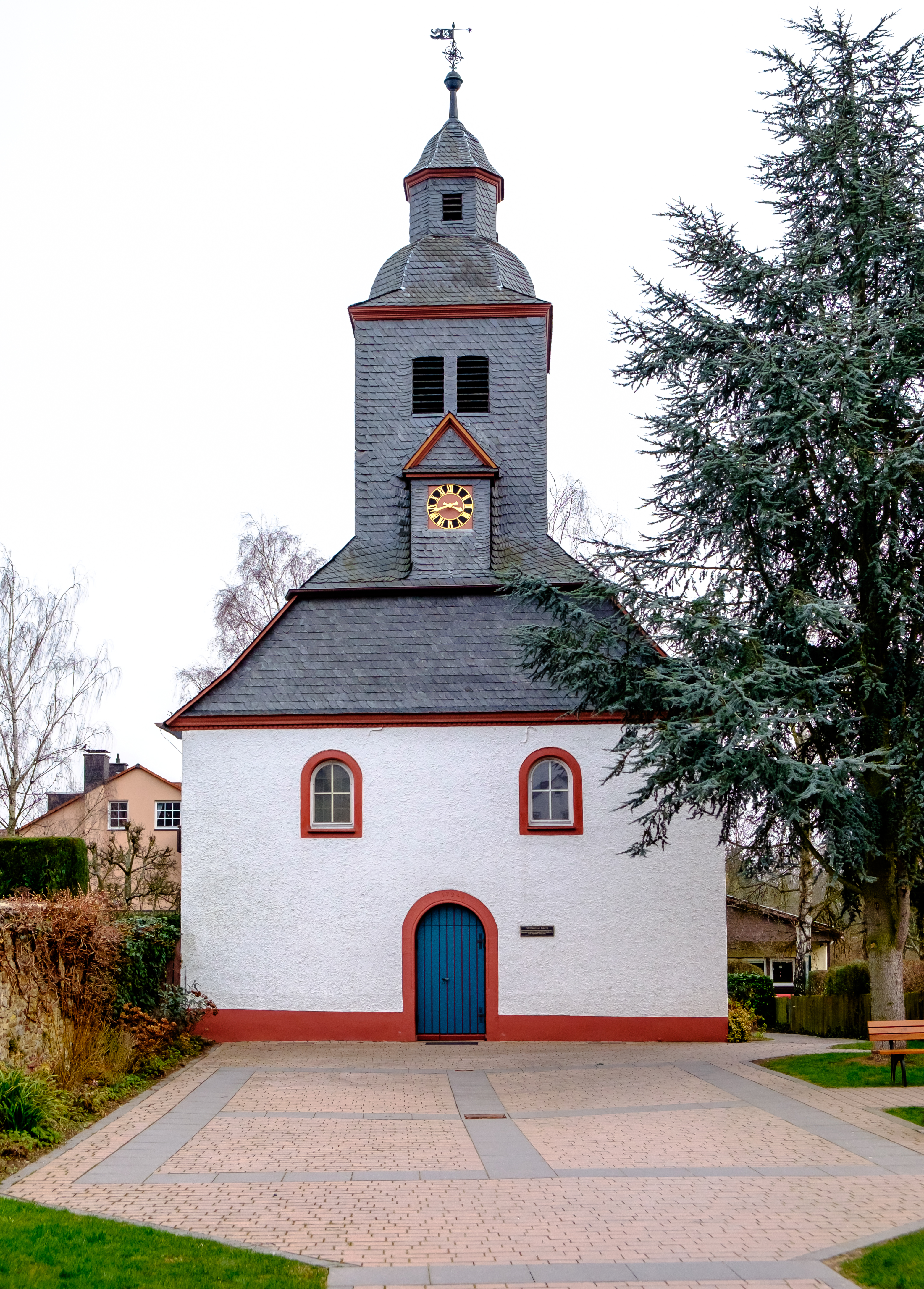
Waldenserkirche

Dornholzhausen ist ein Stadtteil der Stadt Bad Homburg vor der Höhe im Hochtaunuskreis und liegt unterhalb der Saalburg im Taunus in Hessen.

## Geographie
Dornholzhausen liegt im Nordwesten von Bad Homburg vor der Höhe und hat 4346 Einwohner (Stand: 31. Dezember 2006). Dornholzhausen wird vom übrigen Homburger Stadtgebiet durch die Bundesstraße 456 getrennt, westlich von Dornholzhausen liegt der Oberurseler Stadtteil Oberstedten, ansonsten ist der Stadtteil von den Wäldern des Taunus umgeben. Im Wesentlichen ist Dornholzhausen ein gehobenes Wohngebiet mit Ein- oder Mehrfamilienhäusern, teilweise auch Villen. Lediglich im Ortskern befinden sich größere Wohnkomplexe und zwei Hochhäuser. Im Jahre 2006 wurde ein neues Laden- und Geschäftszentrum an der Lindenallee errichtet.
Verkehrstechnisch ist Dornholzhausen gut von der Bundesautobahn 661 und dann über die Bundesstraße 456 zu erreichen. ÖPNV-Nutzer erreichen Dornholzhausen mit den Stadtbuslinien 1, 11, 21 (Nachtbus) und 31 (Schulbus). Des Weiteren existieren die Nachtbuslinien n32 nach Frankfurt am Main sowie n34 nach Usingen und Neu-Anspach.

## Geschichte
Bereits 1222 wurde auf dem Gebiet des heutigen Dornholzhausen ein Dorf namens Dürreholzhusin erwähnt. Es gehörte zum Amt Homburg.
1486 verkaufte Gottfried X. von Eppstein mit Einwilligung des Lehensherrn, des hessischen Landgrafen, das Amt Homburg samt den zugehörigen Dörfern – also einschließlich Dornholzhausen – für 19.000 Gulden an Graf Philipp I. (den Jüngeren) von Hanau-Münzenberg. Die Hanauer Grafen behielten das Amt aber nicht lange. 1504 unterlag Hanau im Landshuter Erbfolgekrieg, Landgraf Wilhelm II. von Hessen dagegen stand auf Seiten der Sieger und beschlagnahmte das Amt. Auf dem Reichstag von Worms kam es 1521 zu einem Vergleich durch die Vermittlung Kaiser Karls V.: Gegen Zahlung einer Summe von 12.000 Gulden verzichteten die Grafen von Hanau auf ihre Ansprüche.
1699 gestattete Landgraf Friedrich II. von Hessen-Homburg französischen Glaubensflüchtlingen, den Waldensern, sich hier anzusiedeln. Rund um das Gebiet der heutigen Dornholzhäuser Straße entstanden die ersten Wohnhäuser, die bis heute erhalten sind. 1726 wurde schließlich die heutige Waldenserkirche erbaut. In dem Dorf wurde bis Ende des 19. Jahrhunderts auf Französisch unterrichtet und Gottesdienste abgehalten.
Von 1899 bis 1935 war Dornholzhausen an das Netz der Straßenbahn Bad Homburg vor der Höhe angebunden, die zuerst ihre Endstation am Gotischen Haus hatte und ab dem 3. Juni 1900 bis zur Saalburg fuhr.
Das 1890 von Kaiserin Friedrich in Kronthal bei Kronberg im Taunus gegründete Victoria-Pensionat zog 1897 nach Dornholzhausen um. Die Kaiserin übernahm weiterhin das Protektorat für dieses Lehrinstitut, das viele „höhere Töchter“ anlockte. Mit Beginn des Ersten Weltkriegs wurde die Lehrtätigkeit eingestellt und im Haus ein Lazarett eingerichtet. 1920 wurde das Victoria-Pensionat ganz aufgehoben und mit dem „Haus Elim“ eine Haushaltungs- und Kochschule der Marburger Blauen Schwestern ins Leben gerufen. Im Zweiten Weltkrieg diente es erneut als Lazarett, später als Genesungsheim. 1956 wurde es von Peters Pneu Renova erworben und diente als Verwaltungsgebäude. Im März 1981 brannte das Gebäude komplett ab.
Zum 31. Dezember 1971 wurde die bis dahin selbständige Gemeinde Dornholzhausen/Taunus im Zuge der Gebietsreform in Hessen auf freiwilliger Basis als Stadtteil nach Bad Homburg eingemeindet. Für Dornholzhausen und diejenigen Gemarkungen Bad Homburg v.d.Höhe und Kirdorf, die westlich der Bundesstraße 456 – Saalburgchaussee/Hohemarkstraße liegen wurde der per Hauptsatzung der Ortsbezirk Dornholzhausen, nach Maßgabe der §§ 81 und 82 HGO und des Kommunalwahlgesetzes in der jeweils gültigen Fassung, gebildet.

## Politik
Bei den Kommunalwahlen in Hessen 2021 betrug die Wahlbeteiligung zum Ortsbeirat Dornholzhausen 59,09 %. Dabei wurden gewählt: fünf Mitglieder der CDU und jeweils ein Mitglied des Bündnis 90/Die Grünen, der SPD, der FDP und der „Bürgerliste Bad Homburg“ (BLB). Der Ortsbeirat wählte Hans-Peter Grösgen (CDU) zum Ortsvorsteher.

## Freizeitangebote
An Sportstätten verfügt Dornholzhausen über Tennisplätze und einen Bolzplatz. Der Betrieb einer Eislaufbahn wurde im Winter 2004 eingestellt. Zwischen Dornholzhausen und Kirdorf befindet sich das Sportzentrum Nordwest.
Das Dornholzhäuser Vereinsleben ist vielfältig. Es bestehen eine Freiwillige Feuerwehr, Liederkranz, Geschichtskreis, Pfadfinder Taunus Pfadfinder e. V. Stamm „Franz von Assisi“. Der in den Röderwiesen gelegene Golfplatz wird betrieben vom Homburger Golf Club 1899, dem ältesten Golfclub in Deutschland, der seine Anfänge im Kurpark Bad Homburgs hatte. Dort befinden sich noch bespielbare Teile des alten Golfplatzes, sowie das alte Clubhaus, heute ein Restaurant.
Die Buschwiesen sind ein auch im Umland sehr bekanntes Naherholungsgebiet. Die aufgrund des wilden Grillens in Mitleidenschaft gezogene Umgebung und die erhöhte Waldbrandgefahr veranlassten die Stadt Bad Homburg 2006 dazu, fest ausgewiesene Grillstellen und ein Toilettenhaus zu beschließen. Die Grillplätze sind bereits angelegt und erfreuen sich allgemeiner Beliebtheit.

## Infrastruktur
Friedhof
Auf dem Friedhof steht ein Kriegerdenkmal. Daneben befindet sich eine Gedenkstätte für die verstorbenen Waldenser. Sie besteht aus einer Reihe von alten Grabplatten, die an der Friedhofsmauer rund um das Grab von Anna Deisel angebracht sind. 2012 wurde die Grabplatten saniert und als Gedenkstätte am heutigen Platz eingebaut. Sie sind Teil des Europäischen Kulturfernwanderweges Hugenotten- und Waldenserpfad.

## Sehenswürdigkeiten
- Gotisches Haus – Schloss in Dornholzhausen
- Hirschgarten Dornholzhausen – Tiergehege, Minigolfbahn und Restaurant
- Gestüt Erlenhof
- Waldenserkirche